# Simon Pagenaud
Simon Pagenaud, né le 18 mai 1984 à Montmorillon, est un pilote automobile français. Il évolue aux États-Unis dans le championnat IndyCar Series au sein de l'équipe Meyer Shank Racing. 
Après une première partie de carrière couronnée de succès en Endurance, remportant notamment le championnat American Le Mans Series en 2010 et terminant deuxième des 24 Heures du Mans 2011, il fait ses débuts en IndyCar en 2011, avec l'écurie Dreyer & Reinbold Racing. Simon Pagenaud a depuis piloté pour Schmidt Peterson Motorsports et le Team Penske.
En 2016, il devient le premier Français à remporter le championnat IndyCar (championnat dont il termine également vice-champion en 2017 et 2019), puis en 2019, le premier Français à remporter les 500 miles d'Indianapolis depuis René Thomas, en 1914.
Simon Pagenaud a également remporté les 24 Heures de Daytona en 2022.

## Biographie

### Les débuts
Après avoir étudié à l'ENSMA et commencé sa carrière par le karting en 1994, Pagenaud accède au sport automobile en 2001 grâce à sa victoire l'année précédente dans le Volant Elf. Deuxième du championnat de Formule Renault Campus en 2001, il passe l'année suivante en Formule Renault, dans le championnat de France, ainsi que dans le championnat d'Europe (l'Eurocup). En 2004, il termine vice-champion de l'Eurocup, battu par l'Américain Scott Speed.
En 2005, Pagenaud accède au championnat de World Series by Renault (Formule Renault 3,5 l) mais n'obtient que des résultats mitigés, ce qui l'incite à réorienter sa carrière vers les États-Unis. Au cours de l'hiver 2005-2006, il obtient plusieurs tests avec des écuries du championnat de Formule Atlantic, alors en plein renouveau. Finalement engagé par l'écurie Team Australia, Pagenaud s'affirme dès le début de l'année comme l'un des hommes forts du championnat. Très régulier, il remporte le titre dès sa première saison dans la discipline à l'issue d'un long duel avec Graham Rahal, le Français remportant une victoire, à Edmonton, contre cinq à son adversaire.
Grâce à la prime de 2 millions de dollars offerte au vainqueur du championnat, il accède au Champ Car en 2007, toujours au sein du Team Australia. Très régulier, il termine sa saison de rookie à la 8e place finale du championnat, ce dernier étant remporté par son compatriote Sébastien Bourdais pour la quatrième saison consécutive. Malgré ce que de nombreux observateurs considèrent comme une saison réussie, il ne parvient pas à trouver un volant en 2008 dans le championnat unifié IndyCar Series, en grande partie en raison de l'incapacité financière du Team Australia à rejoindre la série. L'écurie fait finalement faillite. Il réoriente alors sa carrière vers le championnat American Le Mans Series au sein de l'écurie de Gil de Ferran. Remplaçant Stéphane Ortelli, il dispute pour la première fois les 24 heures du Mans, en LMP1 sur une Courage-Oreca LC70 de l'écurie Team Oreca Matmut, avec Marcel Fässler et Olivier Panis, Fässler suppléant pour sa part Nicolas Lapierre. La voiture abandonne à la suite d'une sortie de route de Fässler.  En préparation de l'édition 2009 de l'épreuve mancelle, il participe et remporte les 1 000 kilomètres de Spa sur Peugeot 908 HDi FAP, associé à Nicolas Minassian et Christian Klien. Il prend le départ des 24 heures du Mans 2009 au volant d'une Peugeot 908 HDi FAP de l'écurie Pescarolo Sport, faisant équipe avec Jean-Christophe Boullion et Benoit Treluyer. La voiture abandonne après une sortie de route pendant la nuit. 
Le 14 décembre 2009, Simon Pagenaud annonce sa signature avec l'écurie Patrón Highcroft Racing pour remplacer Scott Sharp au sein de l'équipe championne en titre en American Le Mans Series. Il y pilote en 2010 l'Acura ARX-01c, rebaptisé HPD ARX-01c (HPD pour Honda Performance Development). Il est champion des American Le Mans Series 2010 avec David Brabham.
En 2011, Simon Pagenaud est une nouvelle fois engagé par Peugeot aux 1 000 kilomètres de Spa et aux 24 heures du Mans, tout en participant aux 12 Heures de Sebring 2011 et à trois courses en IndyCar Series avec Dreyer et Reinbold (8e en Alabama et 13e à Mid-Ohio) et HVM (15e à Sonoma). Avec Sébastien Bourdais et Pedro Lamy, il termine deuxième des 24 Heures du Mans à seulement 13 secondes de l'Audi victorieuse.

### 2012: débuts en IndyCar Series
En fin d'année, il signe avec Sam Schmidt Motorsports pour disputer l’intégralité de la saison IndyCar en 2012. Il a fini 6e, 5e et 2e, à Long Beach derrière Will Power, des trois premières courses. Il signe trois autres podiums lors des sixième, à Détroit, douzième à Mid-Ohio, et quatorzième à Baltimore, course. Il termine la saison cinquième et meilleur rookie.

### 2013-2014: premières victoires en IndyCar
En 2013, il signe sa première victoire lors de la deuxième course du Grand Prix automobile de Détroit, en s'imposant devant les Anglais James Jakes et Mike Conway. Deuxième à Mid-Ohio derrière l'Anglais Charlie Kimball, il gagne ensuite le Grand Prix de Baltimore. Avec 508 points, il termine troisième de la saison, derrière le Néo-Zélandais Scott Dixon, vainqueur avec 577 points, et le Brésilien Helio Castroneves, 550 points.
En 2014, après trois courses régulières et sages (2 fois 5e, puis 4e), il remporte sa 3e victoire de sa carrière et la 1re de la saison lors du GP d'Indianapolis, deux semaines avant les 500 Miles d'Indianapolis. Il déclare après cela qu'il « peut jouer le titre ». Il signe la première pole position de sa carrière à la 1re course du Grand Prix automobile de Houston, avant de terminer 16e. Il remporte la 4e victoire de sa carrière en IndyCar Series lors de la 2e course du Grand Prix automobile de Houston. Il termine la saison 5e.

### 2015: transfert chez Team Penske

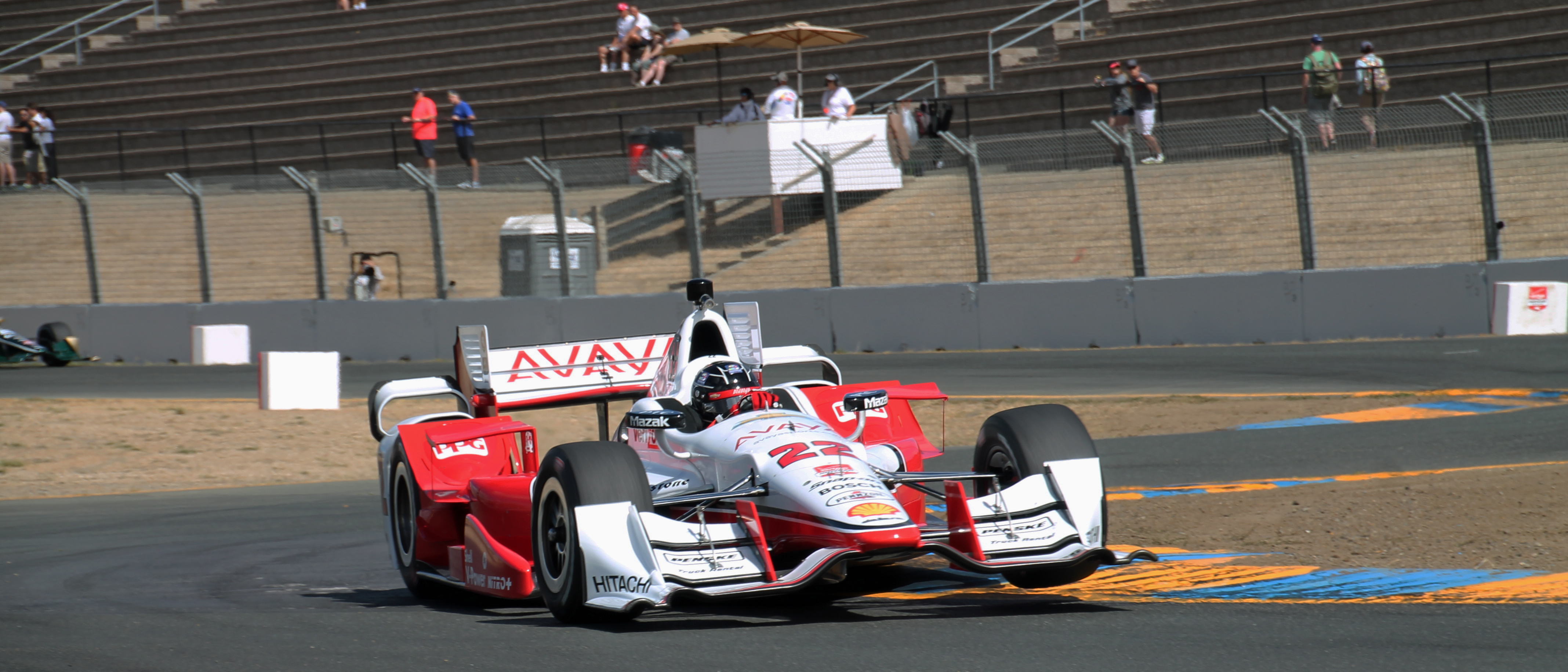
Pagenaud au Grand Prix de Sonoma 2015.

Après trois années passées avec l’équipe Sam Schimdt Motorsport, il intègre à trente ans l'une des écuries les plus prestigieuses de l'IndyCar Series, en l’occurrence le Team Penske, pour la saison 2015, étant ainsi épaulé par Will Power, Hélio Castroneves et Juan Pablo Montoya qui sont respectivement 1er, 2e et 4e du championnat 2014. Le patron de la Team Penske, Roger Penske, déclare alors : « Nous savons combien il a été difficile de rivaliser avec lui [Simon Pagenaud] ces dernières années et nous sommes très heureux de l'accueillir. (...) Nous disposerons de quatre pilotes en mesure de gagner chaque week-end et de quatre prétendants légitimes au titre ».
La saison est cependant très décevante, avec une pole et seulement deux podiums, alors que ses trois coéquipiers sont encore en lutte pour le titre lors de la dernière manche. Il finit l'exercice 2015 à une anonyme 11e place au classement du championnat.

### 2016: Champion d'IndyCar
Lors de l'ouverture de la saison, le Grand Prix automobile de St. Petersburg, la course est remportée par le Colombien Juan Pablo Montoya qui devance Pagenaud et Ryan Hunter-Reay. La course suivante, le Grand Prix automobile de Phoenix, est remportée par le Néo-Zélandais Scott Dixon, Pagenaud terminant de nouveau deuxième. Lors du Grand Prix de Long Beach, il s'impose devant Scott Dixon, sa première victoire depuis qu'il a intégré le Team Penske. Il s'impose lors de la course suivante, le Grand Prix d'Alabama, devant Graham Rahal. Lors du Grand Prix automobile d'Indianapolis, il réussit la pole puis remporte la course, sa troisième victoire consécutive, devant le Brésilien Helio Castroneves et le Canadien James Hinchcliffe. Il occupe alors la tête du classement général avec 242 points, 76 points d'avance sur Dixon et 82 sur son Juan Pablo Montoya.
Il figure parmi les neuf pilotes qualifiés pour la session déterminant les trois premières lignes de la grille des 500 miles, occupant finalement la huitième place. Retardé par une pénalité pour une sortie des stands dangereuse, il termine 19e de la course, remportée par Alexander Rossi. 13e de la première course de Détroit, remportée par Sebastien Bourdais, il est devancé par Will Power lors de la deuxième. De nouveau 13e, au  Grand Prix automobile d'Elkhart Lake, il termine quatrième Grand Prix automobile de l'Iowa et neuvième au Grand Prix automobile de Toronto avant de renouer avec la victoire lors du Grand Prix automobile du Mid-Ohio, où parti en pole, il devance son coéquipier chez Penske Will Power. 18e au Grand Prix automobile de Pocono, il termine quatrième du Grand Prix automobile du Texas puis septième du Grand Prix automobile de Watkins Glen. Lors de la dernière course de la saison, il obtient sa septième pole de la saison. Possédant 40 points d'avance sur Will Power, le seul pilote pouvant le priver du titre, il s'impose devant Graham Rahal. Avec 659 points, il devance de 127 points Will Power, obtenant sept pole positions, dix top 5, et 406 tours en tête de course. Il devient ainsi le premier Français à s'imposer dans la discipline.

### 2017: vice-champion

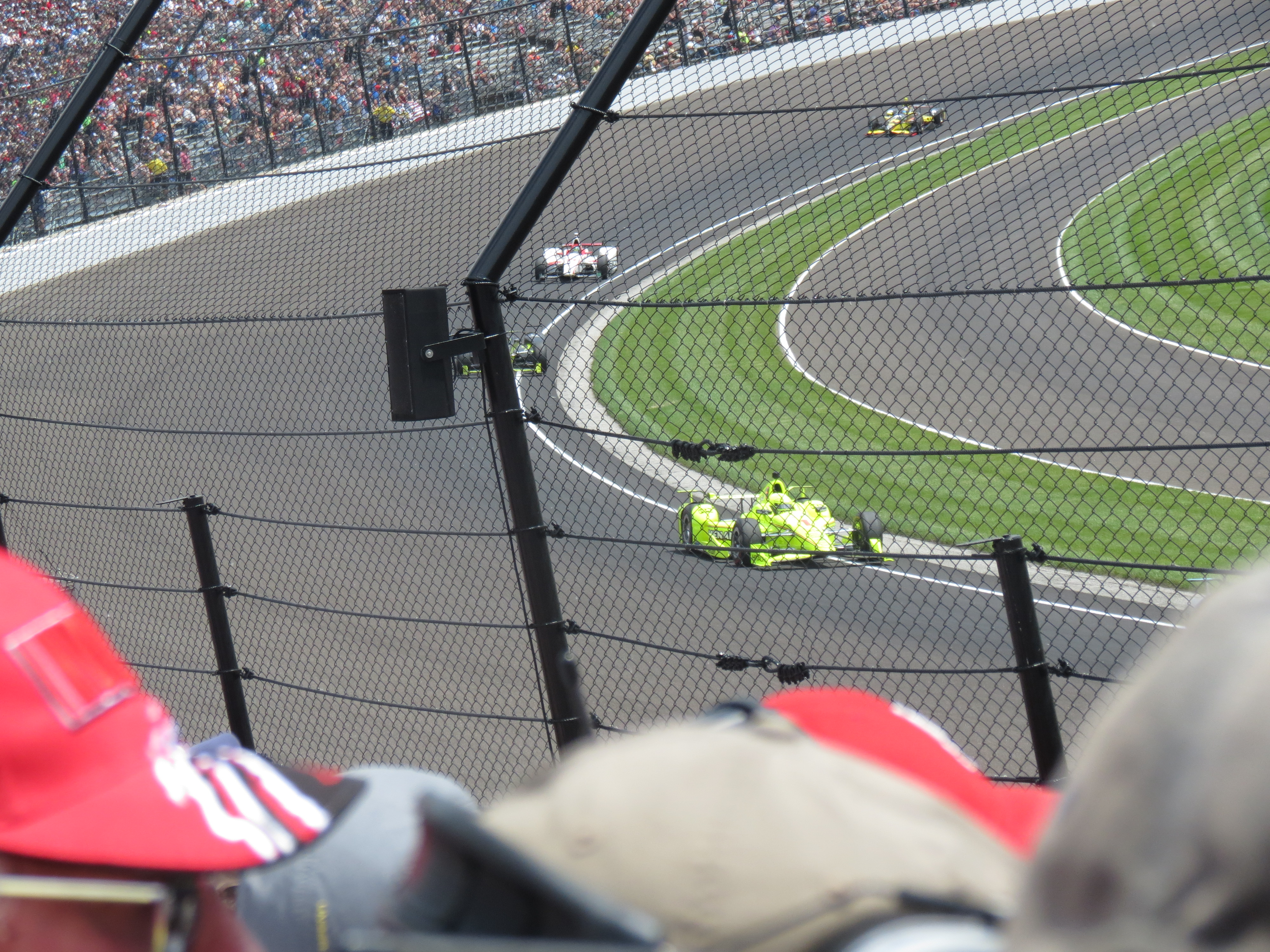
En jaune, la voiture de Simon Pagenaud aux 500 miles 2017.

Après trois places dans le top 5, deuxième au Grand Prix automobile de St. Petersburg derrière Sébastien Bourdais, cinquième à Grand Prix de Long Beach et troisième à Grand Prix automobile d'Alabama, il remporte sa première victoire de la saison 2017, sa deuxième en Indy Series, lors du Grand Prix automobile de Phoenix, sa première sur un circuit ovale. Lors de la course suivante, il termine quatrième du Grand Prix automobile d'Indianapolis remporté par Will Power.		
Lors des 500 miles, il est en manque de vitesse avec sa voiture et termine 14e d'une course remportée par le Japonais Takuma Satō. Il renoue ensuite avec le top 5  lors de la deuxième course du Grand Prix automobile de Détroit, ayant terminé 16e de la première disputée sur ce circuit. Il enchaîne par une troisième place au Grand Prix automobile du Texas, obtenant ensuite des places de quatrième au Grand Prix automobile d'Elkhart Lake, cinquième à Toronto, quatrième au Grand Prix automobile du Mid-Ohio et à Pocono, troisième au Grand Prix automobile de Gateway.
Lors du dernier grand prix de la saison, sur le circuit routier de Sonoma, il termine en tête, devant Josef Newgarden, ce dernier remportant le championnat avec 13 et 17 points d’avance sur Simon Pagenaud et Scott Dixon.

### 2018: saison sans victoire
Simon Pagenaud obtient son meilleur résultat du début de la saison 2018 au Grand Prix d'Indianapolis en terminant huitième d'une course remporté par Will Power. Il termine à la deuxième place des qualifications de 500 miles d'Indianapolis, derrière Ed Carpenter, course où il termine neuvième et remportée par Will Power, la première victoire de ce dernier dans cette épreuve.
Il obtient son premier podium de la saison à l'occasion du Grand Prix automobile du Texas à Fort Worth, où il prend le départ en deuxième position derrière Josef Newgarden. Il termine deuxième derrière l'Australien Scott Dixon,. Il obtient une nouvelle deuxième place lors du Grand Prix automobile de Toronto, de nouveau derrière Scott Dixon.

### 2019: victoire aux 500 miles d'Indianapolis
Après une saison compliquée, Simon Pagenaud se distingue en remportant sa première victoire depuis un an et demi au Grand Prix d'Indianapolis, sur le circuit routier. Pour sa troisième participation à l'épreuve, il double Scott Dixon dans l'avant-dernier tour, au terme d'une course perturbée par la pluie. La semaine suivante, il décroche la pole position des 500 miles d'Indianapolis, 100 ans après le dernier Français à l'avoir réalisé, René Thomas en 1919. 
Le 26 mai 2019, après avoir dominé presque la totalité de la course, il remporte un duel final face à Alexander Rossi pour la victoire. Il devient ainsi le premier Français depuis 1920 à remporter les 500 miles d'Indianapolis, devenant également le premier pilote depuis dix ans, et la victoire d'Hélio Castroneves, à réaliser le doublé pole position-victoire.
Parti en pole position sur le circuit en ville du Grand Prix de Toronto, il s'impose devant Scott Dixon et Alexander Rossi. De nouveau en pole lors la semaine suivante en Iowa, il termine à la quatrième place d'une course remportée par son coéquipier Josef Newgarden, qui occupe la tête du championnat. En terminant quatrième de la dernière course de la saison, le Grand Prix automobile de Monterey disputé sur le circuit de Laguna Seca, il termine à la deuxième place du classement de la saison avec 616 points, derrière son 
coéquipier chez Penske Josef Newgarden.

### 2020
Simon Pagenaud commence la saison 2020 avec deux podiums consécutifs : une deuxième place au Texas puis une troisième place au Grand Prix d'Indianapolis,. L'épreuve suivante est le Doubleheader de Road America, Pagenaud termine douzième de la course 1 puis treizième de la course 2,. 
La course suivante, en Iowa, est à nouveau un Doubleheader. N'ayant réalisé aucun temps lors des qualifications, Pagenaud s'élance vingt-troisième et dernier lors deux courses. Il remporte la course 1 puis termine quatrième de la course 2,,.

### 2023
Lors du Grand Prix automobile du Mid-Ohio, il est victime d'une panne des freins et sort de la route à grande vitesse après une série de tonneaux extrêmement violents. Il est contraint de déclarer forfait pour la reste de la saison. Son écurie, Meyer Shank Racing, annonce que son contrat n'est pas reconduit en fin de saison.

### Autres disciplines en 2018-2019: IMSA

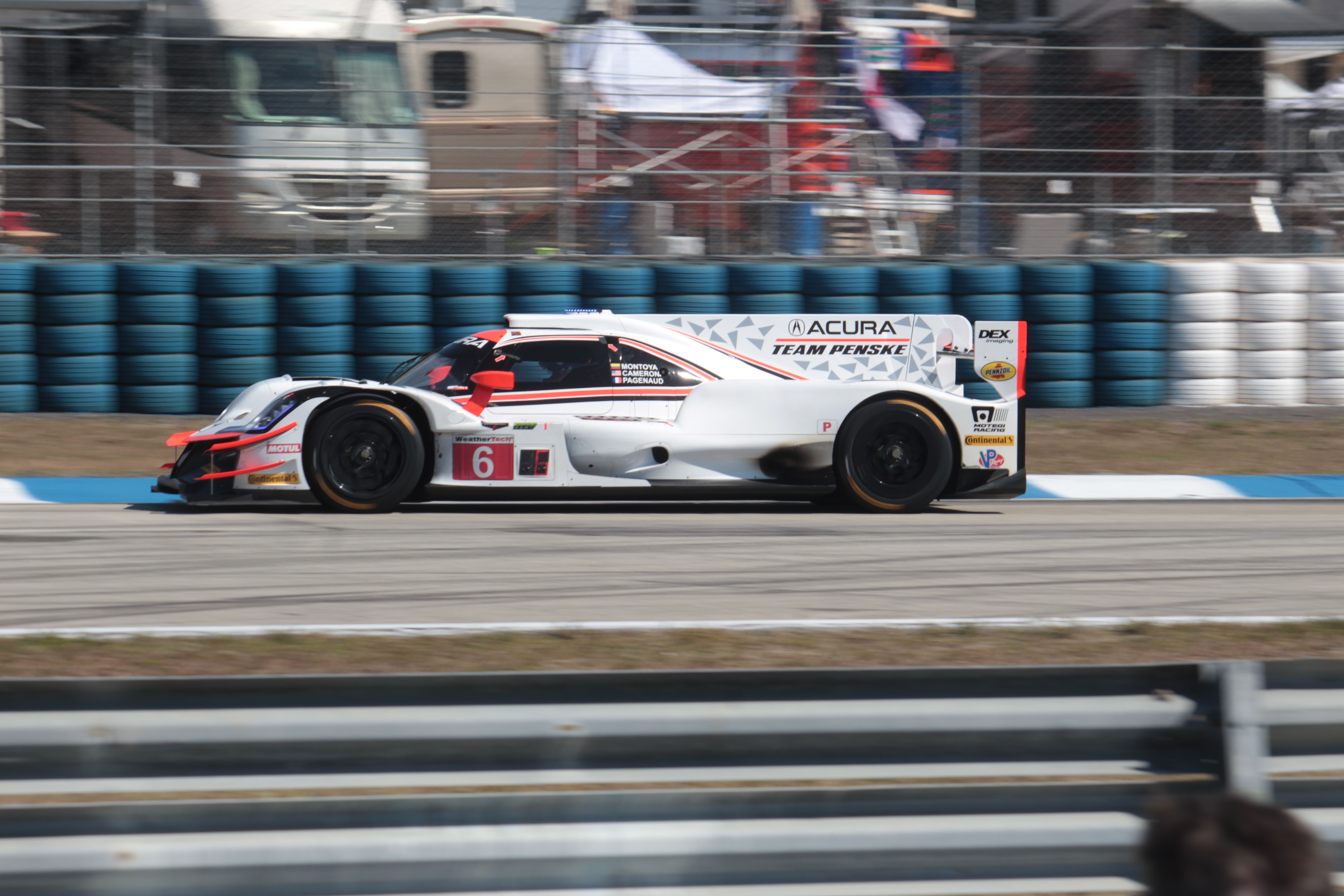
Lors des 12 Heures de Sebring 2018.

En 2018, trois courses du United SportsCar Championship 2018, série endurance américaine organisée par l'International Motor Sports Association (IMSA) figurent à son programme. Il dispute en janvier les 24 Heures de Daytona, sur un chassis Oreca au sein du Team Penske avec Dane Cameron et Juan Pablo Montoya. Ils terminent dixième, à 15 tours de l'équipe victorieuse. En mars, le même équipage doit abandonner lors des 12 Heures de Sebring. Pagenaud retrouve Cameron et Montoya pour la dernière course de la saison, le Petit Le Mans en octobre. L'équipage termine à la 32e place.
Lors de l'édition 2019 des 24 Heures de Daytona, il fait équipe avec Dan Cameron et Juan-Pablo Montoya au sein du Team Penske sur une Acura ARX-05. Pendant une neutralisation à cinq heures du terme, la voiture s'arrête au stand pour un problème moteur, l'équipage perdant douze tours durant la réparation et toute possibilité de victoire. Lors des 12 Heures de Sebring, où son coéquipier obtient la pole position, ils terminent à la neuvième place.

## Carrière
- 2001 :
  - Lauréat du Volant Elf

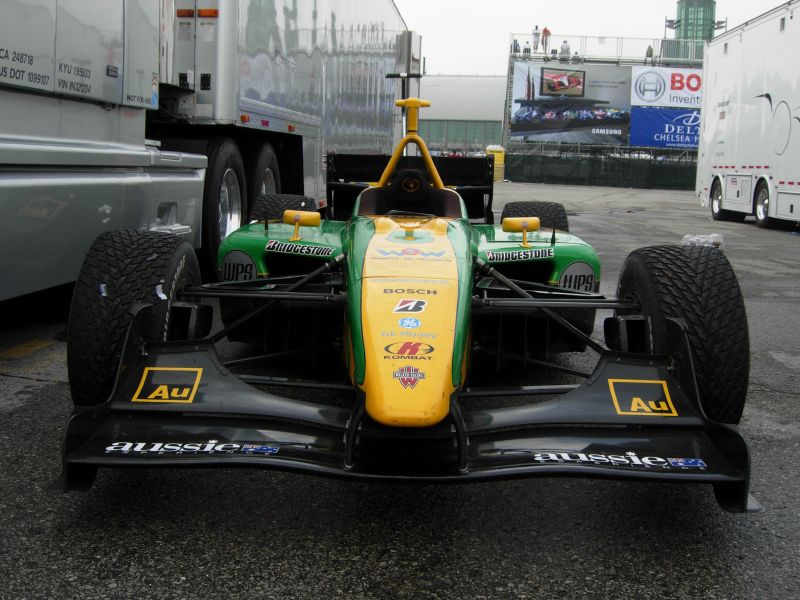
Team Australia 2007

  - 2e au championnat de France Formule Campus
- 2002 :
  - 3e au Championnat de France Formule Renault 2000
  - 9e au Championnat de l'Eurocup Formule Renault 2000
- 2003 : 3e au Championnat de France Formule Renault 2000 avec l'écurie ASM
- 2004 : 2e au Championnat de l'Eurocup Formule Renault 2000 avec le Graff Racing
- 2005 : World Series by Renault 2005 : 15e au Championnat World Series by Renault avec le Saulnier Racing
- 2006 : Champion du Atlantic Championship avec le Team Australia
- 2007 : Champ Car World Series 2007 : 8e au Champ Car World Series avec le Team Australia
- 2008 :
  - American Le Mans Series 2008 : 14e du Championnat American Le Mans Series avec l'écurie De Ferran Motorsports sur un prototype Acura ARX-01b
  - Participation au 24 heures du Mans 2008 avec le Team Oreca-Matmut ponctuée par un abandon
- 2009 :
  - American Le Mans Series 2009 : Participation au Championnat American Le Mans Series avec l'écurie De Ferran Motorsports sur un prototype Acura ARX-02a, 5 Victoires à Long Beach[63], Salt Lake City[64], Lime Rock[65], Lexington[66] et Laguna Seca[67]
  - Participation au Championnat Le Mans Series sur un prototype Peugeot 908 HDi FAP du Team Peugeot, Première victoire en LMS aux 1 000 kilomètres de Spa[9]
  - Participation aux 24 Heures du Mans 2009 sur un prototype Peugeot 908 HDi FAP de l'écurie Pescarolo Sport de nouveau ponctuée d'un abandon
- 2010 :
  - Champion American Le Mans Series 2010 avec David Brabham avec l'écurie Patrón Highcroft Racing sur un prototype HPD ARX-01c, Victoire à Long Beach[68], Monterey[69], Salt Lake City[70]
  - Pour la seconde année consécutive, victoire en LMS aux 1 000 kilomètres de Spa sur un prototype Peugeot 908 HDi FAP du Team Peugeot.
  - Participation aux 24 Heures du Mans 2010 sur un prototype Peugeot 908 HDi FAP de l'écurie officielle Peugeot Sport avec un troisième abandon dans cette course. Ses coéquipiers du Highcroft Racing, Marino Franchitti et David Brabham, participent aussi à cette course sur le prototype HPD ARX-01c utilisé en ALMS.

- 2011 :

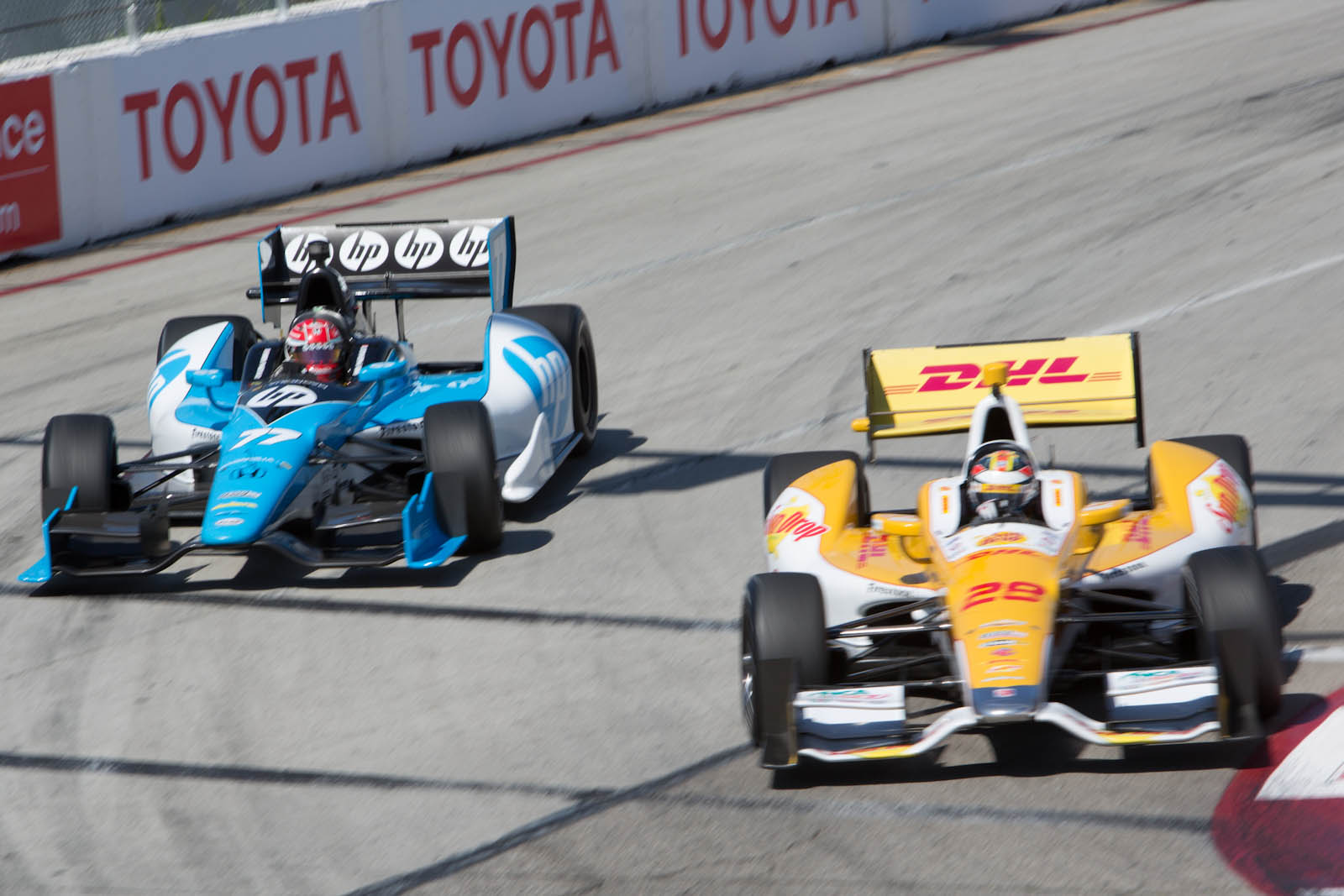
Long Beach 2012

  - Première participation à un rallye automobile lors du 19e Rallye national de la Vienne[71]
  - 2e place aux 12 Heures de Sebring 2011 avec Highcroft Racing
  - 2e place aux 24 Heures du Mans 2011 avec le Team Peugeot Total
  - Vainqueur des 6 Heures de Silverstone sur Peugeot 908
  - Première participation en IndyCar Series avec le Dreyer & Reinbold Racing en remplacement d'Ana Beatriz blessée[72]
- 2012
  - Engagement pour le championnat IndyCar Series avec l'équipe Schmidt Peterson Motorsports avec le N°77. 5e et meilleur rookie.
- 2013
  - 3e du championnat IndyCar Series avec l'équipe Schmidt Peterson Motorsports, il signe sa première victoire à Détroit. Il gagne ensuite le Grand Prix de Baltimore.
- 2014
  - 5e du championnat IndyCar Series avec l'équipe Schmidt Peterson Motorsports 2014. Il remporte les 3e et 4e victoires de sa carrière en IndyCar Series lors du Grand Prix automobile d'Indianapolis et de la 2e course du Grand Prix automobile de Houston.
  - Rallye de la Vienne (National), sur Peugeot 207 S2000 avec Emmanuel Dechatre[73].
- 2015
  - Il signe avec le Team Penske et termine 11e du championnat IndyCar Series.
- 2016
  - Vainqueur du championnat IndyCar Series avec le Team Penske avec cinq victoires au Grand Prix de Long Beach, Grand Prix d'Alabama, au Grand Prix d'Indianapolis, à Mid-Ohio et le Grand Prix de Sonoma.
- 2017
  - Deuxième du championnat IndyCar Series avec le Team Penske avec deux victoires au Grand Prix de Phoenix et au Grand Prix de Sonoma.
- 2019
  - Vainqueur des 500 miles d'Indianapolis avec le Team Penske[74].

- 2020
- 2021
- 2022
- 2023

## 24 Heures du Mans
| Année | Voiture                 | Équipe             | Équipiers                                  | Résultat |
| ----- | ----------------------- | ------------------ | ------------------------------------------ | -------- |
| 2008  | Courage-Oreca LC70-Judd | Team Oreca         | Marcel Fässler / Olivier Panis             | Abandon  |
| 2009  | Peugeot 908 HDi FAP     | Pescarolo Sport    | Jean-Christophe Boullion / Benoît Tréluyer | Abandon  |
| 2010  | Peugeot 908 HDi FAP     | Team Peugeot Total | Sébastien Bourdais / Pedro Lamy            | Abandon  |
| 2011  | Peugeot 908             | Team Peugeot Total | Sébastien Bourdais / Pedro Lamy            | 2e       |

## IndyCar Series
| Saison | Écurie                       | GP disputés | Pole positions | Victoires | Podiums | Meilleur tours | Points inscrits | Classement |
| ------ | ---------------------------- | ----------- | -------------- | --------- | ------- | -------------- | --------------- | ---------- |
| 2012   | Schmidt Peterson Motorsports | 15          | 0              | 0         | 3       | 1              | 387             | 5e         |
| 2013   | Schmidt Peterson Motorsports | 19          | 0              | 2         | 3       | 0              | 508             | 3e         |
| 2014   | Schmidt Peterson Motorsports | 18          | 1              | 2         | 3       | 3              | 565             | 5e         |
| 2015   | Team Penske                  | 16          | 1              | 0         | 2       | 0              | 384             | 11e        |
| 2016   | Team Penske                  | 16          | 6              | 4         | 3       | 5              | 659             | Champion   |
| 2017   | Team Penske                  | 17          | 1              | 2         | 6       | 2              | 629             | 2e         |
| 2018   | Team Penske                  | 17          | 0              | 0         | 2       | 0              | 492             | 6e         |
| 2019   | Team Penske                  | 17          | 3              | 3         | 4       | 1              | 616             | 2e         |
| 2020   | Team Penske                  | 14          | 0              | 1         | 3       | 1              | 339             | 8e         |
| 2021   | Team Penske                  | 16          | 0              | 0         | 2       | 0              | 383             | 8e         |
| 2022   | Meyer Shank Racing           | 17          | 0              | 0         | 1       | 0              | 314             | 15e        |
| 2023   | Meyer Shank Racing           | 9           | 0              | 0         | 0       | 0              | 88              | 28e        |

### Résultats détaillés en Indycar Series
| Année | Écurie                       | Châssis       | Moteur                 | 1      | 2      | 3      | 4      | 5       | 6       | 7       | 8      | 9      | 10     | 11     | 12     | 13       | 14     | 15     | 16       | 17    | 18     | 19     | Classement | Points |
| ----- | ---------------------------- | ------------- | ---------------------- | ------ | ------ | ------ | ------ | ------- | ------- | ------- | ------ | ------ | ------ | ------ | ------ | -------- | ------ | ------ | -------- | ----- | ------ | ------ | ---------- | ------ |
| 2011  | Dreyer & Reinbold Racing     | Dallara IR-05 | Honda HI7R (en) V8     | STP    | ALA 8  | LBH    | SAO    | INDY    | TXS     | TXS     | MIL    | IOW    | TOR    | EDM    | MDO 13 | NHM (en) |        |        |          |       |        |        | 31e        | 56     |
| 2011  | HVM Racing                   | Dallara IR-05 | Honda HI7R (en) V8     |        |        |        |        |         |         |         |        |        |        |        |        |          | SNM 15 | BAL    | MOT (en) | KTY   | LVS    |        | 31e        | 56     |
| 2012  | Schmidt Peterson Motorsports | Dallara DW12  | Honda HI12TT V6 t      | STP 6  | ALA 5  | LBH 2  | SAO 12 | INDY 16 | DET 3   | TXS 6   | MIL 12 | IOW 5  | TOR 12 | EDM 20 | MDO 3  | SNM 7    | BAL 3  | FON 15 |          |       |        |        | 5e         | 387    |
| 2013  | Schmidt Peterson Motorsports | Dallara DW12  | Honda HI13TT V6 t      | STP 24 | ALA 6  | LBH 8  | SAO 9  | INDY 8  | DET 12  | DET 1   | TXS 13 | MIL 12 | IOW 6  | POC 6  | TOR 9  | TOR 12   | MDO 2  | SNM 5  | BAL 1    | HOU 4 | HOU 6  | FON 13 | 3e         | 508    |
| 2014  | Schmidt Peterson Motorsports | Dallara DW12  | Honda HI14TT V6 t      | STP 5  | LBH 5  | ALA 4  | IMS 1  | INDY 12 | DET 22  | DET 6   | TXS 4  | HOU 16 | HOU 1  | POC 6  | IOW 11 | TOR 4    | TOR 22 | MDO 9  | MIL 7    | SNM 3 | FON 20 |        | 5e         | 565    |
| 2015  | Team Penske                  | Dallara DW12  | Chevrolet IndyCar V6 t | STP 5  | NLA 20 | LBH 4  | ALA 9  | IMS 25  | INDY 10 | DET 3   | DET 14 | TXS 11 | TOR 11 | FON 9  | MIL 9  | IOW 14   | MDO 3  | POC 7  | SNM 16   |       |        |        | 11e        | 384    |
| 2016  | Team Penske                  | Dallara DW12  | Chevrolet IndyCar V6 t | STP 2  | PHX 2  | LBH 1  | ALA 1  | IMS 1   | INDY 19 | DET 13  | DET 2  | RDA 13 | IOW 4  | TOR 9  | MDO 1  | POC 18   | TXS 4  | WGL 7  | SNM 1    |       |        |        | 1er        | 659    |
| 2017  | Team Penske                  | Dallara DW12  | Chevrolet IndyCar V6 t | STP 2  | LBH 5  | ALA 3  | PHX 1  | IMS 4   | INDY 14 | DET 16  | DET 5  | TXS 3  | ROA 4  | IOW 7  | TOR 5  | MDO 4    | POC 4  | GTW 3  | WGL 9    | SNM 1 |        |        | 2e         | 629    |
| 2018  | Team Penske                  | Dallara DW12  | Chevrolet IndyCar V6 t | STP 13 | PHX 10 | LBH 24 | ALA 9  | IMS 8   | INDY 6  | DET 17  | DET 10 | TXS 2  | ROA 7  | IOW 8  | TOR 2  | MDO 8    | POC 8  | GTW 4  | POR 6    | SNM 4 |        |        | 6e         | 492    |
| 2019  | Team Penske                  | Dallara DW12  | Chevrolet IndyCar V6 t | STP 7  | COA 10 | ALA 9  | LBH 6  | IMS 1   | INDY 1  | DET 6   | DET 17 | TXS 6  | ROA 9  | TOR 1  | IOW 4  | MDO 6    | POC 3  | GTW 5  | POR 7    | LAG 4 |        |        | 2e         | 616    |
| 2020  | Team Penske                  | Dallara DW12  | Chevrolet IndyCar V6 t | TXS 2  | IMS 3  | ROA 12 | ROA 13 | IOW 1   | IOW 4   | INDY 22 | GTW 19 | GTW 16 | MDO 18 | MDO 6  | IMS 16 | IMS 10   | STP 6  |        |          |       |        |        | 8th        | 339    |
| 2021  | Team Penske                  | Dallara DW12  | Chevrolet IndyCar V6 t | ALA 12 | STP 3  | TXS 10 | TXS 6  | IMS 6   | INDY 3  | DET 12  | DET 8  | ROA 18 | MDO 14 | NSH 21 | IMS 16 | GTW 8    | POR 21 | LAG 8  | LBH 5    |       |        |        | 8th        | 383    |
| 2022  | Meyer Shank Racing           | Dallara DW12  | Honda IndyCar V6 t     | STP 15 | TXS 8  | LBH 19 | ALA 11 | IMS 2   | INDY 8  | DET     | ROA    | MDO    | TOR    | IOW    | IOW    | IMS      | NSH    | GTW    | POR      | LAG   |        |        | 8th*       | 157*   |

| Année | Écurie | Course | Poles | Victoires | Podiums | Top 5 | Top 10 | Titre |
| ----- | ------ | ------ | ----- | --------- | ------- | ----- | ------ | ----- |
| 12    | 5      | 174    | 13    | 15        | 38      | 65    | 119    | 1     |

Mis à jour le 4 juin 2022.

## Résultats aux 500 miles d'Indianapolis
| Année | Châssis | Moteur    | Départ | Arrivée   | Équipe                          |
| ----- | ------- | --------- | ------ | --------- | ------------------------------- |
| 2012  | Dallara | Honda     | 23     | 16        | Schmidt–Peterson Motorsports    |
| 2013  | Dallara | Honda     | 21     | 8         | Schmidt Peterson HP Motorsports |
| 2014  | Dallara | Honda     | 5      | 12        | Schmidt Peterson HP Motorsports |
| 2015  | Dallara | Chevrolet | 3      | 10        | Team Penske                     |
| 2016  | Dallara | Chevrolet | 8      | 19        | Team Penske                     |
| 2017  | Dallara | Chevrolet | 23     | 14        | Team Penske                     |
| 2018  | Dallara | Chevrolet | 2      | 6         | Team Penske                     |
| 2019  | Dallara | Chevrolet | 1      | Vainqueur | Team Penske                     |
| 2020  | Dallara | Chevrolet | 25     | 22        | Team Penske                     |
| 2021  | Dallara | Chevrolet | 26     | 3         | Team Penske                     |
| 2022  | Dallara | Chevrolet | 16     | 8         | Meyer Shank Racing              |

## Vie privée
Il est marié à une américaine, Hailey McDermott.